# Саракан, Дейв
Дейв Саракан (англ. Dave Sarachan; род. 7 июня 1954, Рочестер, Нью-Йорк) — американский футбольный тренер.

## Биография

### Игровая карьера
Играл за футбольные команды Общественного колледжа Монро в 1973—1974 годах и Корнеллского университета в 1975—1976 годах.
На драфте Североамериканской футбольной лиги 1976 Саракан был выбран под 41-м номером командой «Рочестер Лансерс». Провёл в команде два сезона, 1976 и 1977, но сыграл только в трёх матчах.
Играл в шоубол, за четыре сезона в MISL, с 1978/79 по 1981/82, выступал в четырёх разных командах: «Питтсбург Спирит», «Буффало Сталлионс», «Балтимор Бласт» и «Канзас-Сити Кометс».

### Тренерская карьера
Ещё играя за «Рочестер Лансерс», работал ассистентом главного тренера в футбольной команде Рочестерского университета.
После завершения игровой карьеры вернулся в свою альма-матер — Корнеллский университет, где в качестве ассистента главного тренера проработал один сезон в 1983 году.
В 1984 году Саракан присоединился к Брюсу Арене в Виргинском университете и помогал ему в течение пяти лет.
Вернувшись в Корнелл как главный тренер, Саракан руководил «Биг Ред» девять сезонов, в 1989—1997 годах.
17 декабря 1997 года Саракан вошёл в тренерский штаб клуба MLS «Ди Си Юнайтед», возглавлявшегося Ареной, в качестве ассистента. После ухода Арены по окончании сезона 1998 остался в клубе и ассистировал его преемнику Томасу Ронгену.
По окончании сезона MLS 1999 последовал за Ареной в сборную США.
4 ноября 2002 года Саракан был назначен главным тренером «Чикаго Файр». В 2003 году «Чикаго Файр» провёл лучший сезон в своей истории, за победу в регулярном чемпионате MLS заполучив Supporters’ Shield и выиграв Открытый кубок США, за что Саракан удостоился звания тренера года в MLS. В 2006 году клуб ещё раз завоевал Кубок США. 20 июня 2007 года Саракан был уволен после того, как «Чикаго Файр» смог выиграть лишь однажды в восьми последних матчах.
18 августа 2008 года вновь воссоединился с Ареной, в «Лос-Анджелес Гэлакси». Ассистировал ему в «Гэлакси» восемь полных сезонов, и после его ухода, 17 ноября 2016 года также покинул клуб.
4 января 2017 года во второй раз стал помощником Арены в сборной США. После отставки Арены в связи с провалом в отборе чемпионата мира 2018, в октябре 2017 года Саракану было поручено исполнять обязанности главного тренера. Сборную США он покинул в ноябре 2018 года.
17 декабря 2018 года Саракан был назначен главным тренером клуба Чемпионшипа ЮСЛ «Норт Каролина». 14 января 2021 года Саракан покинул «Норт Каролину».
24 февраля 2021 года Саракан возглавил сборную Пуэрто-Рико.
9 июля 2023 года Саракан вошёл в тренерский штаб клуба чемпионата Израиля «Маккаби Тель-Авив» в качестве ассистента главного тренера Робби Кина.

## Достижения
Командные
 «Чикаго Файр»
- Победитель регулярного чемпионата MLS: 2003
- Обладатель Открытого кубка США: 2003, 2006

Индивидуальные
- Тренер года в MLS: 2003